# Hemiceras meona
Hemiceras meona är en fjärilsart som beskrevs av Pieter Cramer 1797. Hemiceras meona ingår i släktet Hemiceras och familjen tandspinnare. Inga underarter finns listade i Catalogue of Life.

## Bildgalleri

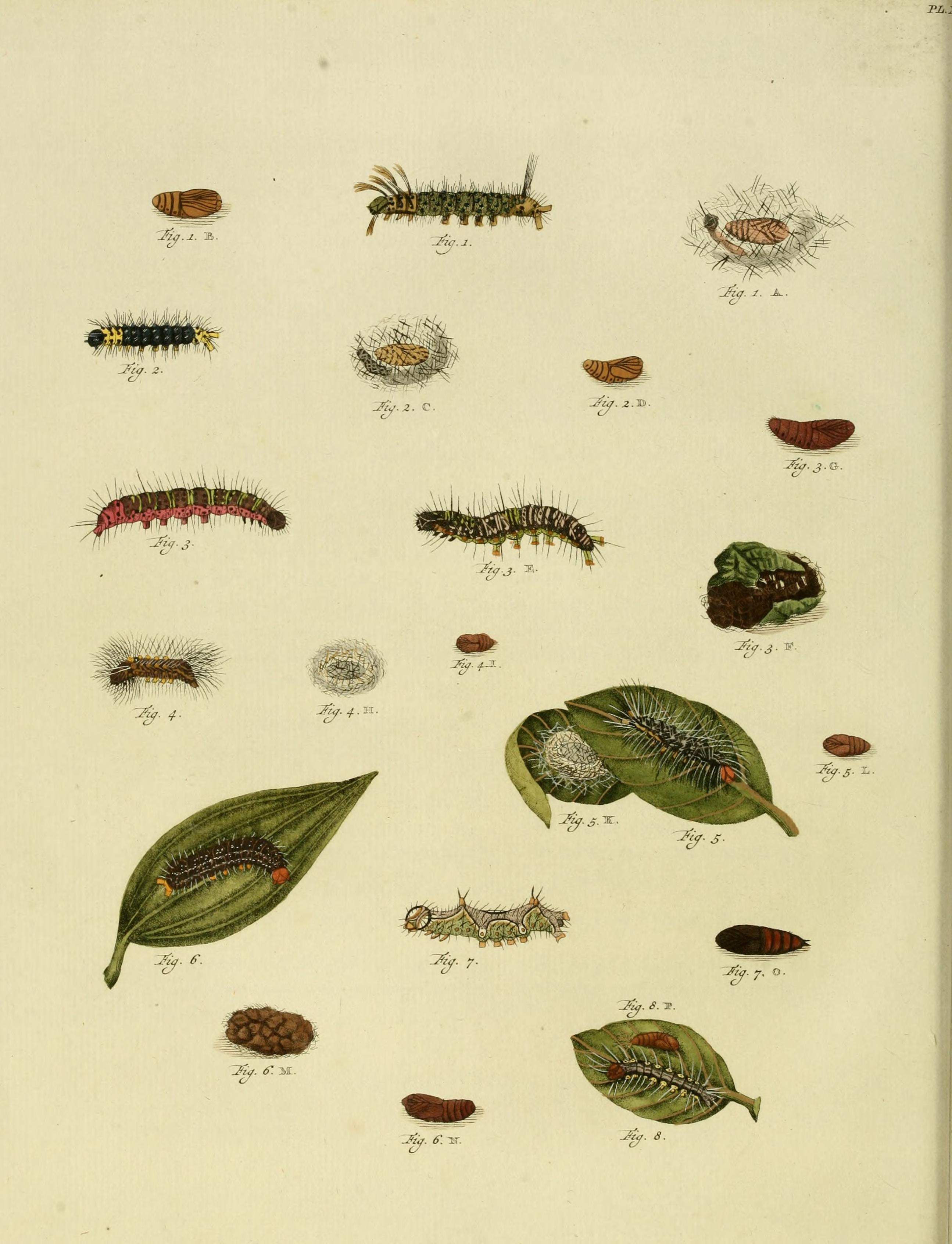
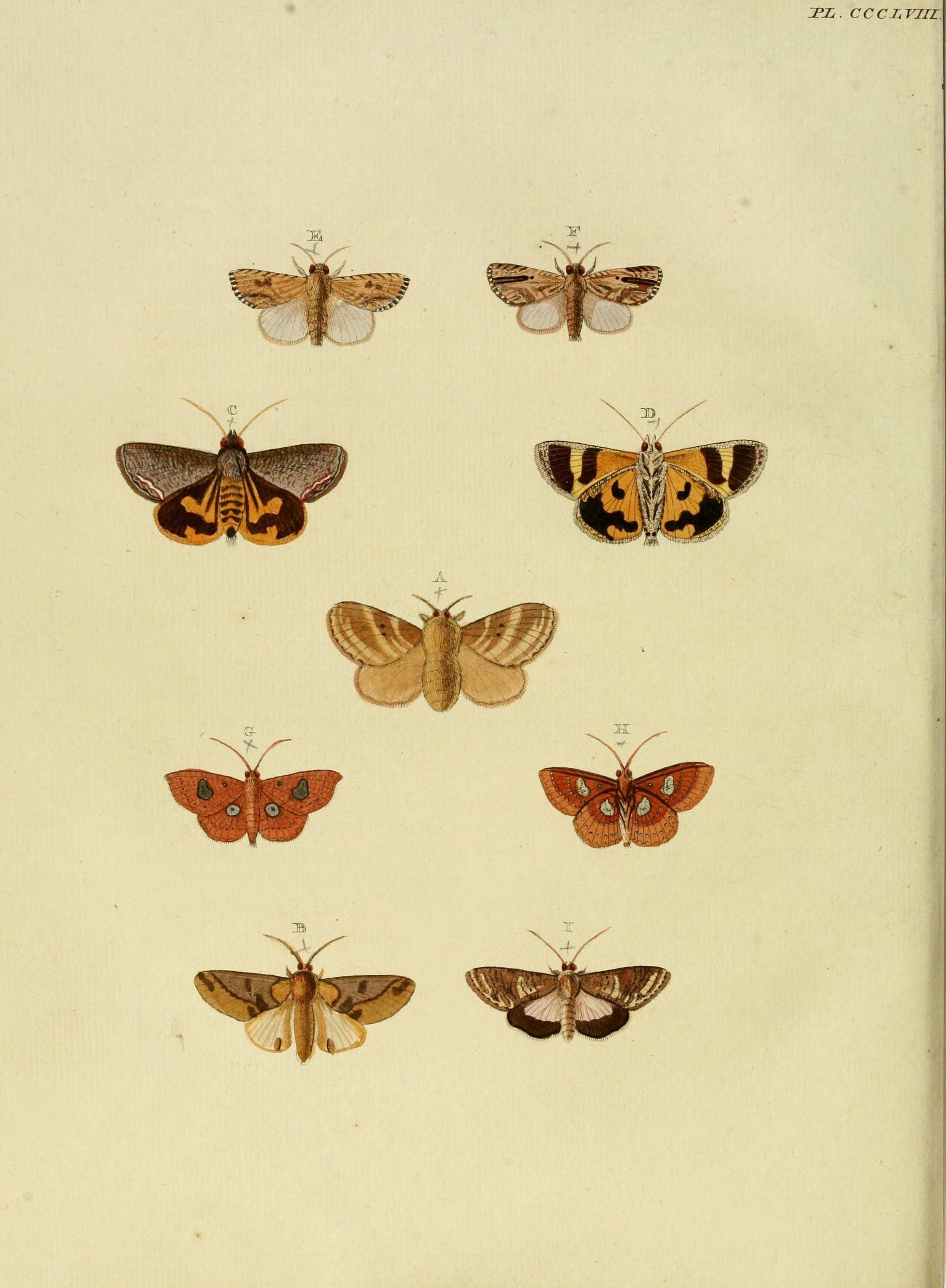